# MAN SE
MAN SE (Maschinenfabrik Augsburg-Nürnberg SE) este o companie germană care produce autobuze și camioane, precum și componente pentru diverse industrii din Europa, cu sediul în München. Firma are circa 51.000 angajați în întreaga lume (circa 31.000 angajați în Germania, circa 20.000 în străinătate) cu un venit anual de 15 miliarde de euro (2008), din care 75% în străinătate. Firma MAN este înregistrată în DAX la Bursa din Frankfurt.
Împreună cu Rudolf Diesel, MAN dezvoltă primul motor cu aprindere prin compresie din lume în Augsburg (1894–1897).

## Istorie

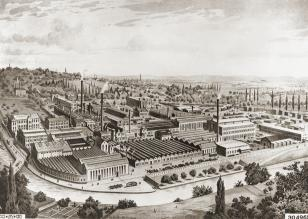
Fabrica de mașini Augsburg

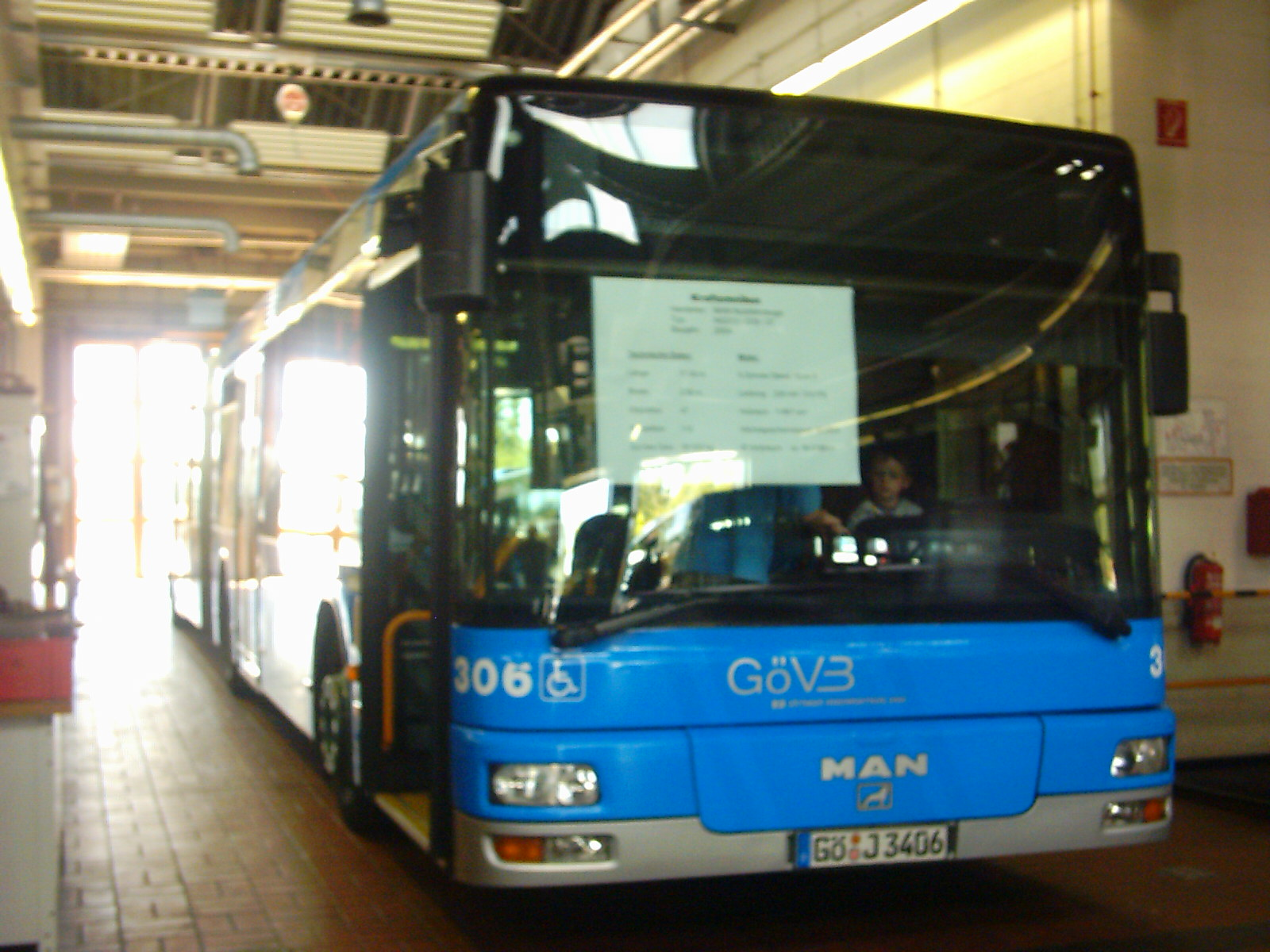
Autobuzul MAN NL

Cele două fabrici de utilaje din Augsburg și Nürnberg s-au înființat în anii 1840 și 1841 și au fuzionat în 1898 în Fabrica de mașini Augsburg și Asociația constructoare de mașini Nürnberg S.A. Zece ani mai târziu urma schimbarea denumirii în Fabrica Augsburg-Nürnberg S.A., Augsburg (M.A.N.). Deja în 1897, Rudolf Diesel construia primul motor funcționabil, după el numitul motor diesel, la fabrica de utilaje Augsburg. 
Rădăcinile concern-ului MAN ajung până în anul 1758. Atunci s-a înființat turnătoria „St. Anton” în Oberhausen, care marca nașterea industriei de fier din landul Renania de Nord-Westfalia al Germaniei.

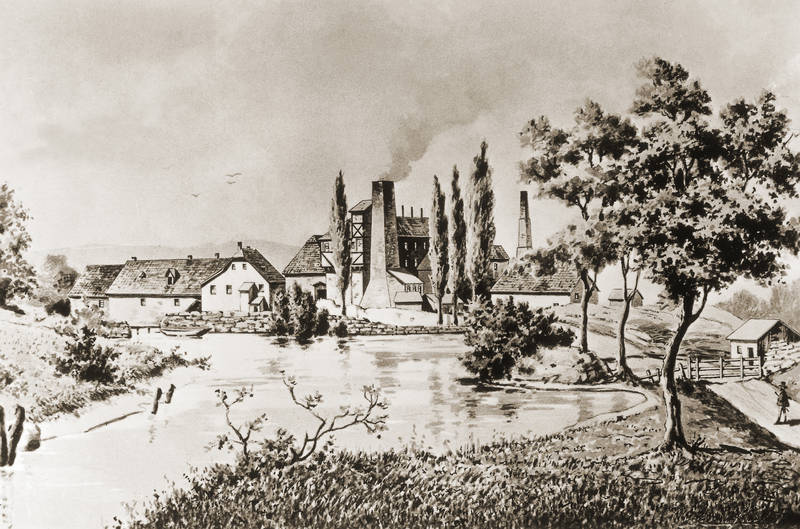
Turnătoria „St. Anton”

În perioada celui de-al doilea război mondial, uzinele MAN din Nürnberg au fost intens bombardate, pentru că acolo se fabricau 40 % din tancurile de luptă „Panther“. În această perioadă, la MAN se produceau și tractoarele „MAN Ackerdiesel“. 
În scurt timp după terminarea războiului, la MAN se producea unul din primele tractoare cu tracțiunea pe față și spate, numitul AS 325. În anul 1963 s-a încheiat producția de tractoare care , în ziua de azi, sunt destul de căutate de colecționari.
În anul 1972 MAN preia firma producătoare de camioane și autobuze “Büssing”  din Braunschweig. Până în ziua de astăzi, pe emblema camioanelor MAN sub scrisul MAN este „leul”, emblema firmei Büssing.
La începutul anilor 1980 concernul MAN intrase într-o criză mare și după multe schimbări, în anul 1986, sediul firmei din Oberhausen a fost transferat la München.
Din anul 1986 MAN produce printre altele și vehicule pe cale ferată, metrou și tramvaie. În 1989 MAN cumpăra secția de camioane de la firma austriacă „Steyr Daimler Puch AG” .  În anul 1990 MAN vinde divizia de vehicole de cale ferată către firma AEG.
În anul 2001 MAN preia firma de autobuze „Neoplan”  din Stuttgart. Secția de autobuze și cu „Neoplan” s-au unit în NEOMAN.

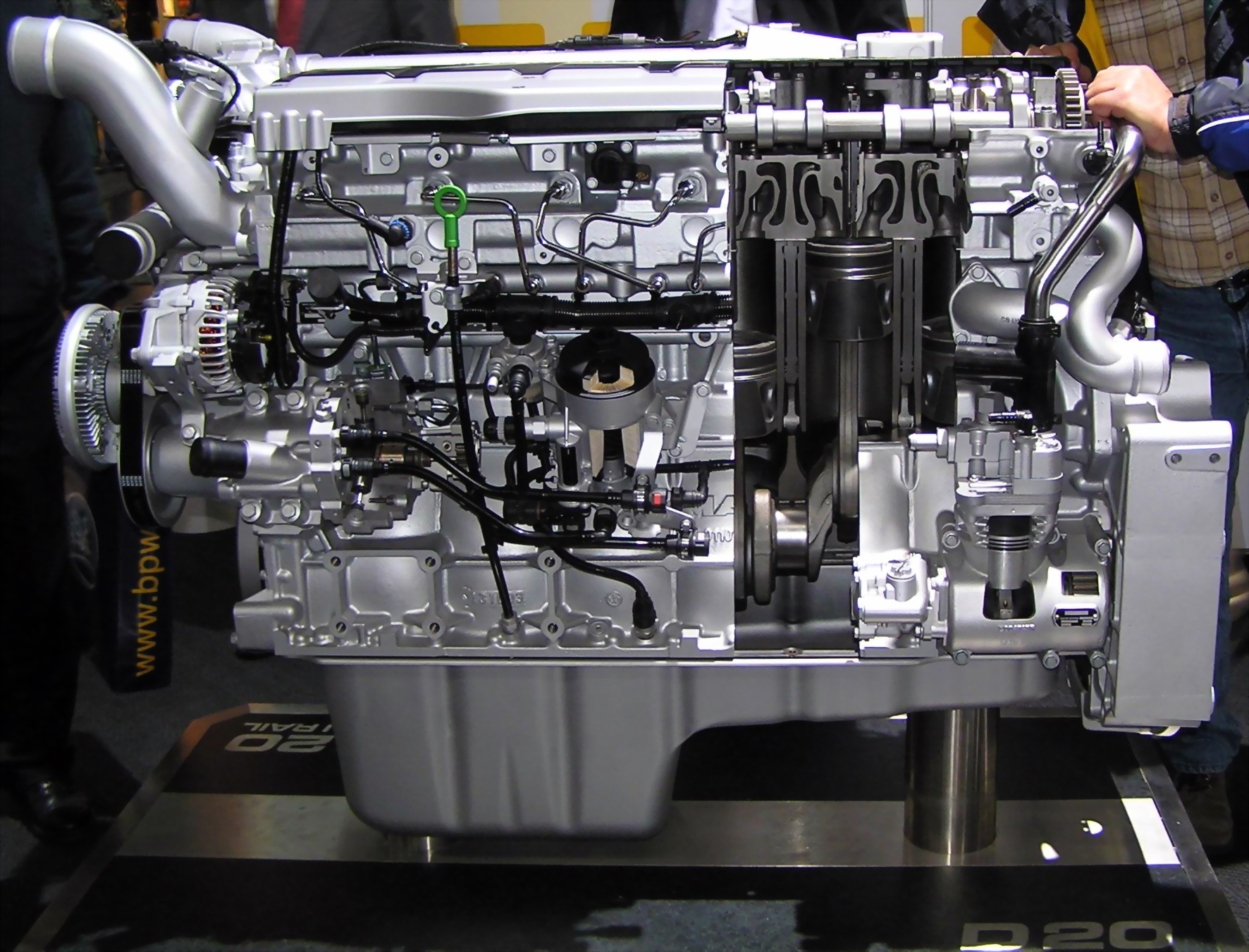
Motor „D20 Common Rail” 1.600 bar «10,5 cm³, 430 CP»

În iunie 2005 MAN AG a vândut secția de aeronave (Aeronave MAN Technologie) din Augsburg, care de atunci se numește „MT Aerospace AG”. Acest lucru ducea la concentrarea firmei MAN pe cinci sectoare: camioane, servicii industriale, mașini de tipar, motoare diesel și turbogeneratoare.
În septembrie 2006, firma MAN prezenta o ofertă de preluare a firmei suedeze “Scania”, care se ridica la suma de 10,3 miliarde €, la care în 19 decembrie, Comisia Europeană dăduse acordul. După ce marii acționari de la Scania; VW și familia-Wallenberg) au refuzat această ofertă, MAN și-a retras oferta de cumpărare în data de 23 ianuarie 2007.
În toamna anului 2007 MAN a deschis în orașul polonez Niepolomice, din apropierea Cracoviei, o nouă uzină pentru asamblarea de camioane cu tonaj mare. Unitatea din apropierea Cracoviei este a treia uzină deschisă de MAN în Polonia, după două unități folosite de grup pentru construcția de autobuze, în Starachowice și Poznań.
La începutul lunii decembrie 2008 MAN a preluat compania VW Truck & Bus din Sao Paulo. Cu această preluare, firma MAN deține 30 % din piața economică de transport în Brazilia.

## Produse
- Tractoare, – MAN Ackerdiesel (1921-1962)[3]
- Autovehicule de transport rutier (mărfuri, persoane) – MAN Nutzfahrzeuge
- Motoare diesel pentru vapoare, iahturi, agregate staționare (generator de curent), utilaje în agricultură [nefuncțională]
 si ptr. utilaje de prepararea pistelori de schi  – MAN Diesel SE
- Compresoare[nefuncțională]
, turbină cu aburi, turbină cu gaze – MAN Turbo AG
- Din data de 1 iunie 2005, „MAN Technologie AG” azi „MT Aerospace”, nu mai aparține concernului MAN AG ci este o parte al „OHB Technology Group”.
- Din data de la 1 iulie 2006 „MAN Roland Druckmaschinen” Arhivat în 28 februarie 2009, la Wayback Machine. nu mai aparține concernului MAN AG, ci a intrat într-un joint venture cu „Allianz Capital Partners” („ Asigurările Allianz”).
- MAN Ferrostaal AG, (cu 30%, 70% la IPIC; „International Petroleum Investment Company”)[7]

## Principalele firme a concernului
- MAN Truck & Bus,[8] producătoare de autovehicule de transport rutier; de mărfuri, persoane și iahturi, care cele din urmă au fost expuse la expoziția de iahturi la Geneva, în data 12.10.2008.[9]
- MAN Latin America, producătoare de autovehicule de transport rutier.[10]
- MAN Diesel & Turbo SE.[11] din 1 ianuarie 2010, prin fuziunea MAN Diesel cu MAN Turbo, producătoare de turbine cu abur/gase.
- Renk AG (75%)[12]

Criza economică mondială din 2007–2009 a determinat, ca cifra de afaceri al firmei să scadă față de anul trecut, în total cu 20%. Cifra de afaceri ale firmelor concernului pe anul 2009 a fost în felul următor: la MAN Nutzfahrzeuge -40%, la Renk AG -10%, la MAN Diesel -5%, la MAN Turbo +4%; firma MAN Latin America produce din data de 1 aprilie 2009.